# Eneco Tour 2007
L'Eneco Tour 2007, terza edizione della corsa, si svolse in sette tappe precedute da un prologo dal 22 al 29 agosto 2007 per un percorso di 1 134,1 km. Fu vinto dallo spagnolo José Iván Gutiérrez, che terminò la gara in 26h 05' 44".

## Tappe
| Tappa  | Data      | Percorso                           | km      | Vincitore di tappa | Leader cl. generale |
| ------ | --------- | ---------------------------------- | ------- | ------------------ | ------------------- |
| Prol.  | 22 agosto | Hasselt (BEL) (cron. individuale)  | 5,1     | Michiel Elijzen    | Michiel Elijzen     |
| 1ª     | 23 agosto | Waremme (BEL) > Eupen (BEL)        | 189,5   | Nick Nuyens        | Nick Nuyens         |
| 2ª     | 24 agosto | Anversa (BEL) > Knokke-Heist (BEL) | 199,1   | Mark Cavendish     | Nick Nuyens         |
| 3ª     | 25 agosto | Knokke-Heist (BEL) > Putte (BEL)   | 170,8   | Robbie McEwen      | Nick Nuyens         |
| 4ª     | 26 agosto | Maldegem > Terneuzen               | 182,7   | Wouter Weylandt    | Nick Nuyens         |
| 5ª     | 27 agosto | Terneuzen > Nieuwegein             | 179,9   | Luciano Pagliarini | Nick Nuyens         |
| 6ª     | 28 agosto | Beek > Landgraaf                   | 177,4   | Pablo Lastras      | Thomas Dekker       |
| 7ª     | 29 agosto | Sittard-Geleen (cron. individuale) | 29,6    | Sébastien Rosseler | José Iván Gutiérrez |
| Totale | Totale    | Totale                             | 1 134,1 |                    |                     |

## Squadre e corridori partecipanti
Le squadre partecipanti furono 21, 19 del ProTour più altre 2 invitate dall'organizzazione, Chocolade Jacques-Topsport Vlaanderen e Skil-Shimano.
| N.      | Cod. | Squadra               |
| ------- | ---- | --------------------- |
| 1-8     | GST  | Gerolsteiner          |
| 11-18   | DSC  | Discovery Channel     |
| 21-28   | LIQ  | Liquigas              |
| 31-37   | FDJ  | Française des Jeux    |
| 41-48   | RAB  | Rabobank              |
| 51-57   | LAM  | Lampre-Fondital       |
| 61-68   | QSI  | Quick Step-Innergetic |
| 71-78   | PRL  | Predictor-Lotto       |
| 81-88   | BTL  | Bouygues Télécom      |
| 91-98   | CSC  | Team CSC              |
| 101-108 | TMO  | T-Mobile Team         |

| N.      | Cod. | Squadra              |
| ------- | ---- | -------------------- |
| 111-118 | GCE  | Caisse d'Epargne     |
| 121-128 | SDV  | Saunier Duval-Prodir |
| 131-137 | C.A  | Crédit Agricole      |
| 141-148 | COF  | Cofidis              |
| 151-158 | A2R  | AG2R Prévoyance      |
| 161-168 | UNI  | Unibet.com           |
| 171-178 | MRM  | Team Milram          |
| 181-188 | EUS  | Euskaltel-Euskadi    |
| 191-198 | SKS  | Skil-Shimano         |
| 201-208 | JAC  | Topsport Vlaanderen  |

## Dettagli delle tappe

### Prologo
- 22 agosto: Hasselt (Belgio) – Cronometro individuale – 5,1 km

Risultati
| Pos. | Corridore           | Squadra   | Tempo |
| ---- | ------------------- | --------- | ----- |
| 1    | Michiel Elijzen     | Cofidis   | 6'09" |
| 2    | Juan Antonio Flecha | Rabobank  | a 1"  |
| 3    | Johan Vansummeren   | Predictor | a 2"  |

| Pos. | Corridore           | Squadra   | Tempo |
| ---- | ------------------- | --------- | ----- |
| 1    | Michiel Elijzen     | Cofidis   | 6'09" |
| 2    | Juan Antonio Flecha | Rabobank  | a 1"  |
| 3    | Johan Vansummeren   | Predictor | a 2"  |

### 1ª tappa
- 23 agosto: Waremme (Belgio) > Eupen (Belgio) – 189,5 km

Risultati
| Pos. | Corridore           | Squadra      | Tempo    |
| ---- | ------------------- | ------------ | -------- |
| 1    | Nick Nuyens         | Cofidis      | 4h42'38" |
| 2    | Thomas Dekker       | Rabobank     | s.t.     |
| 3    | José Iván Gutiérrez | C. d'Epargne | s.t.     |

| Pos. | Corridore           | Squadra      | Tempo    |
| ---- | ------------------- | ------------ | -------- |
| 1    | Nick Nuyens         | Cofidis      | 4h48'39" |
| 2    | Thomas Dekker       | Rabobank     | a 10"    |
| 3    | José Iván Gutiérrez | C. d'Epargne | a 17"    |

### 2ª tappa
- 24 agosto: Anversa (Belgio) > Knokke-Heist (Belgio) – 199,1 km

Risultati
| Pos. | Corridore        | Squadra   | Tempo    |
| ---- | ---------------- | --------- | -------- |
| 1    | Mark Cavendish   | T-Mobile  | 4h31'09" |
| 2    | Fred Rodriguez   | Predictor | a 6"     |
| 3    | Kenny van Hummel | Skil      | a 10"    |

| Pos. | Corridore           | Squadra      | Tempo    |
| ---- | ------------------- | ------------ | -------- |
| 1    | Nick Nuyens         | Cofidis      | 9h19'48" |
| 2    | Thomas Dekker       | Rabobank     | a 10"    |
| 3    | José Iván Gutiérrez | C. d'Epargne | a 17"    |

### 3ª tappa
- 25 agosto: Knokke-Heist (Belgio) > Putte (Belgio) – 170,8 km

Risultati
| Pos. | Corridore         | Squadra         | Tempo    |
| ---- | ----------------- | --------------- | -------- |
| 1    | Robbie McEwen     | Predictor       | 3h42'28" |
| 2    | Francesco Chicchi | Liquigas        | s.t.     |
| 3    | Thor Hushovd      | Crédit Agricole | s.t.     |

| Pos. | Corridore           | Squadra      | Tempo     |
| ---- | ------------------- | ------------ | --------- |
| 1    | Nick Nuyens         | Cofidis      | 13h02'16" |
| 2    | Thomas Dekker       | Rabobank     | a 10"     |
| 3    | José Iván Gutiérrez | C. d'Epargne | a 17"     |

### 4ª tappa
- 26 agosto: Maldegem (Belgio) > Terneuzen – 182,7 km

Risultati
| Pos. | Corridore           | Squadra         | Tempo    |
| ---- | ------------------- | --------------- | -------- |
| 1    | Wouter Weylandt     | Quick Step      | 4h09'31" |
| 2    | Thor Hushovd        | Crédit Agricole | s.t.     |
| 3    | Matthew Harley Goss | CSC             | s.t.     |

| Pos. | Corridore           | Squadra      | Tempo     |
| ---- | ------------------- | ------------ | --------- |
| 1    | Nick Nuyens         | Cofidis      | 17h11'47" |
| 2    | Thomas Dekker       | Rabobank     | a 10"     |
| 3    | José Iván Gutiérrez | C. d'Epargne | a 14"     |

### 5ª tappa
- 27 agosto: Terneuzen > Nieuwegein – 179,9 km

Risultati
| Pos. | Corridore          | Squadra       | Tempo    |
| ---- | ------------------ | ------------- | -------- |
| 1    | Luciano Pagliarini | Saunier Duval | 4h01'10" |
| 2    | Mark Cavendish     | T-Mobile      | s.t.     |
| 3    | Graeme Brown       | Rabobank      | s.t.     |

| Pos. | Corridore           | Squadra      | Tempo     |
| ---- | ------------------- | ------------ | --------- |
| 1    | Nick Nuyens         | Cofidis      | 21h12'57" |
| 2    | Thomas Dekker       | Rabobank     | a 10"     |
| 3    | José Iván Gutiérrez | C. d'Epargne | a 14"     |

### 6ª tappa
- 28 agosto: Beek > Landgraaf – 177,4 km

Risultati
| Pos. | Corridore        | Squadra      | Tempo    |
| ---- | ---------------- | ------------ | -------- |
| 1    | Pablo Lastras    | C. d'Epargne | 4h15'28" |
| 2    | Steven Caethoven | Ch. Jacques  | s.t.     |
| 3    | Anders Lund      | CSC          | s.t.     |

| Pos. | Corridore           | Squadra       | Tempo     |
| ---- | ------------------- | ------------- | --------- |
| 1    | Thomas Dekker       | Rabobank      | 25h28'48" |
| 2    | José Iván Gutiérrez | C. d'Epargne  | a 4"      |
| 3    | David Millar        | Saunier Duval | a 6"      |

### 7ª tappa
- 29 agosto: Sittard-Geleen – Cronometro individuale – 29,6 km

Risultati
| Pos. | Corridore           | Squadra      | Tempo  |
| ---- | ------------------- | ------------ | ------ |
| 1    | Sébastien Rosseler  | Quick Step   | 36'50" |
| 2    | José Iván Gutiérrez | C. d'Epargne | a 2"   |
| 3    | Gustav Larsson      | Unibet.com   | a 6"   |

| Pos. | Corridore           | Squadra       | Tempo     |
| ---- | ------------------- | ------------- | --------- |
| 1    | José Iván Gutiérrez | C. d'Epargne  | 26h05'44" |
| 2    | David Millar        | Saunier Duval | a 11"     |
| 3    | Gustav Larsson      | Unibet.com    | a 1'05"   |

## Evoluzione delle classifiche
| Tappa              | Vincitore          | Classifica generale | Classifica a punti | Classifica scalatori | Classifica a squadre  |
| ------------------ | ------------------ | ------------------- | ------------------ | -------------------- | --------------------- |
| Prol.              | Michiel Elijzen    | Michiel Elijzen     | non assegnata      | non assegnata        | Cofidis               |
| 1ª                 | Nick Nuyens        | Nick Nuyens         | Nick Nuyens        | Martin Pedersen      | Predictor-Lotto       |
| 2ª                 | Mark Cavendish     | Nick Nuyens         | Nick Nuyens        | Martin Pedersen      | Predictor-Lotto       |
| 3ª                 | Robbie McEwen      | Nick Nuyens         | Mark Cavendish     | Martin Pedersen      | Predictor-Lotto       |
| 4ª                 | Wouter Weylandt    | Nick Nuyens         | Mark Cavendish     | Martin Pedersen      | Predictor-Lotto       |
| 5ª                 | Luciano Pagliarini | Nick Nuyens         | Mark Cavendish     | Martin Pedersen      | Predictor-Lotto       |
| 6ª                 | Pablo Lastras      | Thomas Dekker       | Mark Cavendish     | Martin Pedersen      | Predictor-Lotto       |
| 7ª                 | Sébastien Rosseler | José Iván Gutiérrez | Mark Cavendish     | Martin Pedersen      | Quick Step-Innergetic |
| Classifiche finali | Classifiche finali | José Iván Gutiérrez | Mark Cavendish     | Martin Pedersen      | Quick Step-Innergetic |

## Classifiche finali

### Classifica generale - Maglia rossa
| Pos. | Corridore             | Squadra       | Tempo     |
| ---- | --------------------- | ------------- | --------- |
| 1    | José Iván Gutiérrez   | C. d'Epargne  | 26h05'44" |
| 2    | David Millar          | Saunier Duval | a 11"     |
| 3    | Gustav Larsson        | Unibet.com    | a 1'05"   |
| 4    | Leif Hoste            | Predictor     | a 1'12"   |
| 5    | Thomas Dekker         | Rabobank      | a 1'15"   |
| 6    | Vladimir Gusev        | Discovery Ch. | a 1'17"   |
| 7    | Bram Tankink          | Quick Step    | a 1'32"   |
| 8    | Sébastien Rosseler    | Quick Step    | a 1'33"   |
| 9    | Paul Martens          | Skil          | a 1'34"   |
| 10   | Jurgen Van Den Broeck | Predictor     | s.t.      |

### Classifica a punti - Maglia bianca
| Pos. | Corridore          | Squadra       | Punti |
| ---- | ------------------ | ------------- | ----- |
| 1    | Mark Cavendish     | T-Mobile      | 74    |
| 2    | Luciano Pagliarini | Saunier Duval | 60    |
| 3    | Pablo Lastras      | C. d'Epargne  | 51    |
| 4    | Steven de Jongh    | Quick Step    | 51    |
| 5    | Gorik Gardeyn      | Unibet.com    | 49    |

### Classifica scalatori
| Pos. | Corridore          | Squadra      | Punti |
| ---- | ------------------ | ------------ | ----- |
| 1    | Martin Pedersen    | CSC          | 15    |
| 2    | Marcel Sieberg     | Milram       | 15    |
| 3    | Pablo Lastras      | C. d'Epargne | 8     |
| 4    | Maarten den Bakker | Skil         | 6     |
| 5    | Aitor Galdós       | Euskaltel    | 6     |

### Classifica a squadre
| Pos. | Squadra               | Tempo     |
| ---- | --------------------- | --------- |
| 1    | Quick Step-Innergetic | 78h21'52" |
| 2    | Predictor-Lotto       | a 18"     |
| 3    | Rabobank              | a 27"     |
| 4    | Caisse d'Epargne      | a 30"     |
| 5    | Skil-Shimano          | a 33"     |

## Punteggi UCI
| Pos.                | Corridore             | Squadra       | Punti |
| ------------------- | --------------------- | ------------- | ----- |
| 1                   | José Iván Gutiérrez   | C. d'Epargne  | 52    |
| 2                   | David Millar          | Saunier Duval | 40    |
| 3                   | Gustav Larsson        | Unibet.com    | 36    |
| 4                   | Leif Hoste            | Predictor     | 30    |
| 5                   | Thomas Dekker         | Rabobank      | 25    |
| 6                   | Vladimir Gusev        | Discovery Ch. | 20    |
| 7                   | Bram Tankink          | Quick Step    | 15    |
| 8                   | Sébastien Rosseler    | Quick Step    | 13    |
| 9                   | Nick Nuyens           | Cofidis       | 3     |
| Michiel Elijzen     | Cofidis               | 3             |       |
| Mark Cavendish      | T-Mobile              | 3             |       |
| Robbie McEwen       | Predictor             | 3             |       |
| Wouter Weylandt     | Quick Step            | 3             |       |
| Luciano Pagliarini  | Saunier Duval         | 3             |       |
| Pablo Lastras       | C. d'Epargne          | 3             |       |
| Thor Hushovd        | Crédit Agricole       | 3             |       |
| 17                  | Jurgen Van Den Broeck | Predictor     | 2     |
| Mark Cavendish      | T-Mobile              | 2             |       |
| Francesco Chicchi   | Liquigas              | 2             |       |
| Fred Rodriguez      | Predictor             | 2             |       |
| Thomas Dekker       | Rabobank              | 2             |       |
| Juan Antonio Flecha | Rabobank              | 2             |       |
| 23                  | Johan Vansummeren     | Predictor     | 1     |
| Matthew Goss        | CSC                   | 1             |       |
| Graeme Brown        | Rabobank              | 1             |       |
| Anders Lund         | CSC                   | 1             |       |

| Pos. | Squadra               | Punti |
| ---- | --------------------- | ----- |
| 1    | Quick Step-Innergetic | 20    |
| 2    | Predictor-Lotto       | 19    |
| 3    | Rabobank              | 18    |
| 4    | Caisse d'Epargne      | 17    |
| 5    | Discovery Channel     | 15    |
| 6    | Liquigas              | 14    |
| 7    | Team Milram           | 13    |
| 8    | T-Mobile Team         | 12    |
| 9    | Euskaltel-Euskadi     | 11    |
| 10   | Crédit Agricole       | 10    |
| 11   | Saunier Duval-Prodir  | 9     |
| 12   | Lampre-Fondital       | 8     |
| 12   | Team CSC              | 7     |
| 13   | Unibet.com            | 6     |
| 13   | Cofidis               | 5     |
| 13   | AG2R Prévoyance       | 4     |
| 13   | Française des Jeux    | 2     |
| 13   | Bouygues Télécom      | 1     |

| Pos.        | Nazione     | Punti |
| ----------- | ----------- | ----- |
| 1           | Spagna      | 57    |
| 2           | Belgio      | 51    |
| 3           | Regno Unito | 45    |
| Paesi Bassi | 45          |       |
| 5           | Svezia      | 36    |
| 6           | Russia      | 20    |
| 7           | Australia   | 5     |
| 8           | Brasile     | 3     |
| Norvegia    | 3           |       |
| 10          | Italia      | 2     |
| Stati Uniti | 2           |       |
| 12          | Danimarca   | 1     |